# Caccobius punctatissimus
Caccobius punctatissimus är en skalbaggsart som beskrevs av Edgar von Harold 1867. Caccobius punctatissimus ingår i släktet Caccobius och familjen bladhorningar. Inga underarter finns listade.